# Brian Kershner
Brian K. Kershner (1954) is een Amerikaanse componist, muziekpedagoog en fagottist.

## Levensloop
Kershner studeerde van 1972 tot 1976 aan de Duquesne Universiteit in Pittsburgh en behaalde aldaar zijn Bachelor of Science in muziekonderwijs. Vervolgens studeerde hij van 1976 tot 1978 bij onder anderen Stephen Maxym (fagot) aan het New England Conservatory in Boston en behaalde zijn Master of Music als uitvoerend fagottist. Zijn studies voltooide hij van 1980 tot 1982 aan de Florida State University in Tallahassee en promoveerde tot Ph.D. Naast Stephen Maxym behoorde tot zijn fagotdocenten ook William Winstead.
Als docent voor fagot en muziektheorie werkte hij van 1982 tot 1988 aan de Baylor Universiteit in Waco. Vervolgens was hij 16 jaar in dezelfde functie werkzaam aan de Rutgers-universiteit in Camden. Vanaf 2004 is hij als docent verbonden aan de Central Connecticut State University in New Britain.
Kershner is zowel docent als uitvoerend muzikant op het fagot en bekend in binnen- en buitenland. Hij was fagottist in het New Jersey’s Riverside Symphonia Orchestra. Als solist verzorgde hij optredens met onder andere het Opera Company of Philadelphia, het Jupiter Symphony Orchestra in New York, het Manhattan Chamber Orchestra, het Newtown Chamber Orchestra, het New Brunswick Chamber Orchestra, de Riverside Symphonia en het New Jersey Symphony Orchestra.
Als componist schrijft hij werken voor verschillende genres. Met zijn Contours, Canons, and Caricatures voor saxofoonkwartet (1992) won hij in 1994 de compositiewedstrijd van het Vienna Modern Masters label. Hij werd bekroond met de American Society of Composers, Authors and Publishers (ASCAP)LUS prijzen in 2007, 2008, 2009 en 2010; in 2008 kwam hij tijdens de competitie georganiseerd door de National Association of Teachers of Singing met zijn zangcyclus Leaves of Grass in de finale van het wedstrijd. Sinds 2007 is hij lid van het American Composers Forum.

## Composities

### Werken voor orkest
- 1972: - Soliloquy, voor altsaxofoon en orkest
- 1976: - Declaration Overture, voor orkest
- 1977: - Dichotomy, voor klein orkest
- 1991: - Sinfonia K-1, voor orkest
- 1993: - Chamber Concerto, voor altsaxofoon en klein orkest
- 1993: - Pastorale and Scherzino, voor hobo en strijkorkest
- 2001: - Portraits, concert voor fagot en orkest
- 2008: - Concert, voor viool en orkest

### Werken voor harmonieorkest
- 1983: - The Golden Wave March
- 1985: - Songs for Ginny, voor sopraan en harmonieorkest
- 1996: - Memories of RFK (Robert F. Kennedy), voor harmonieorkest en opgenomen tekst (en optionele kinderkoor)
- 1998-1999: - Strata, suite voor harmonieorkest[6]
  1. Fanfare
  2. Fables
  3. Fripperies
  4. Festivus

### Vocale muziek

#### Werken voor koor
- 1983: - John 20: Essence of a Faith, voor gemengd koor - tekst: Evangelie volgens Johannes, hoofdstuk 20
- 1990: - Benediction, voor gemengd koor
- 2009: - What is Pink?, voor tweestemmig kinderkoor - tekst: Christina Rossetti

#### Liederen
- 1993: - Emily Dickinson Songs, voor sopraan, hobo en fagot 
  1. "Hope" is the thing with feathers
  2. I Never Saw a Moor
  3. There is no frigate like a book
  4. My life closed twice before its close-
- 1997: - American Songs, concertant duet voor tenor, fagot en kamerorkest - teksten: Louis Simpson, Emily Dickinson, Walt Whitman en Robert Frost
  1. The Morning Light
  2. I Think I Could Turn...
  3. I Years had been from Home...
  4. In this short Life...
  5. Fire and Ice
- 2008: - Leaves of Grass, zangcyclus voor bariton en piano (ook in een versie voor sopraan, hobo en fagot) - tekst: Walt Whitman
- 2013: - Gobbo Sonnets, voor sopraan en piano - tekst: David Cappella
  1. Gobbo, the poet
  2. Gobbo in the writer's cafe
  3. He was a god to us
  4. Gobbo writes a poem, after years
- - Songs of Love and Lust on poetry of Lawrence Ferlinghetti, voor tenor, altviool en piano

### Kamermuziek
- 1976: - Kwartet, voor blazers (2 dwarsfluiten, klarinet en fagot)
- 1983: - Discourse for Three Instruments, voor fagot, contrabas en piano
- 1987: - Soundings, voor koperkwintet
- 1989: - Sonate, voor fagot en piano
- 1990: - Suite Hommage, voor blaaskwintet
- 1992: - Contours, Canons, and Caricatures, voor saxofoonkwartet
- 1997: - Conundrums, voor klarinet solo
- 1999-2000: - Duo Fantasia, voor tuba en slagwerk
- 2003: - Alliterations, voor fagot en marimba
- 2003: - Aftermath, voor fagot en piano
- 2005: - New England Trio, voor viool, cello en piano
- 2007: - Envelopes, voor klarinet, fagot en slagwerk
- 2008: - Bagatelles, voor klarinet en fagot
- 2009: - “Like the creatures we’ve become...”, voor strijkkwartet
- 2009: - Trio d’Anches, voor hobo, klarinet en fagot
- 2010: - Morning Music, voor hobo, klarinet en fagot
- 2010: - Sonate, voor cello en piano
- 2010: - Blaaskwintet nr. 2
- 2013: - Perspectives I, voor fagot en gitaar

## Publicaties
- A study of the Classical cadenza, and, A manual for writing cadenzas for Classical wind concertos, Thesis (Doctor of Musical Arts), Florida State University, 1986. 175 p.